# Mészáros Enikő
Mészáros Enikő (Miskolc, 1987. február 4. –) labdarúgó, kapus. Tagja volt a 2009-es belgrádi Universiade-n részt vevő csapatnak.

## Pályafutása

### A válogatottban
Egy nem hivatalos mérkőzésen szerepelt a válogatottban a 2009-es belgrádi Universiade-n.

## Sikerei, díjai
- Magyar bajnokság
  - 4.: 2006–07, 2007–08

## Statisztika

### Mérkőzése a válogatottban
| Magyarország | Magyarország    | Magyarország | Magyarország | Magyarország | Magyarország | Magyarország | Magyarország | Magyarország |
| #            | Dátum           | Helyszín     | Hazai        | Eredmény     | Vendég       | Kiírás       | Gólok        | Esemény      |
| ------------ | --------------- | ------------ | ------------ | ------------ | ------------ | ------------ | ------------ | ------------ |
|              | 2009. július 6. | Belgrád      | Szerbia      | 5 – 0        | Magyarország | Universiade  | -            | 82'          |
|              | Összesen        |              |              | 0            | mérkőzés     |              | 0            | gól          |